# Saint-Martin (Laval)
Pour les articles homonymes, voir Saint-Martin.

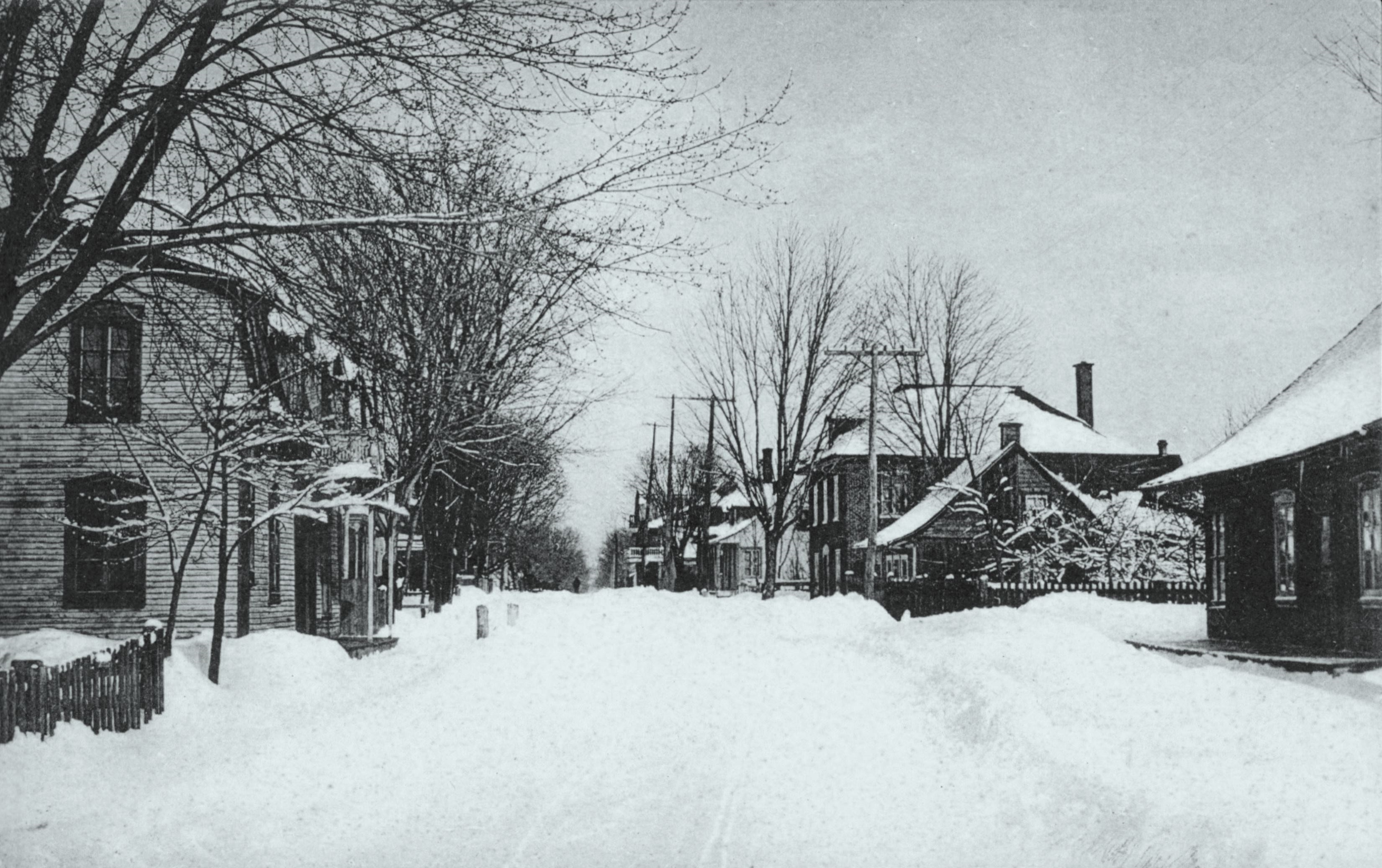
Rue de l'Église, vers 1910

Saint-Martin est une ancienne municipalité québécoise.
Le territoire de l'ancienne municipalité de Saint-Martin est maintenant une partie du quartier Chomedey de la ville de Laval. Ce territoire correspond à peu près à la paroisse catholique de Saint-Martin.

## Histoire
La paroisse catholique de Saint-Martin fut créée en 1774. En 1790, la paroisse comptait 35 % de la population de l'île Jésus.
La municipalité de Saint-Martin, créée en 1855, fut la quatrième municipalité de l'Île Jésus.
Les populations de l'île Jésus et de Saint-Martin sont restées stables pendant tout le XIXe siècle.
En 1953, la municipalité de Saint-Martin est divisée en deux entités : la municipalité de paroisse de Saint-Martin et la ville de Saint-Martin.
Le 11 février 1959, la municipalité de paroisse de Saint-Martin devient la ville de Renaud.
Le 4 avril 1961, la ville de Saint-Martin fusionne avec L'Abord-à-Plouffe et Renaud pour former la ville de Chomedey.
Le 6 août 1965, la ville de Chomedey fusionne avec les treize autres villes de l'île Jésus pour former la ville de Laval.

## Édifices et endroits importants

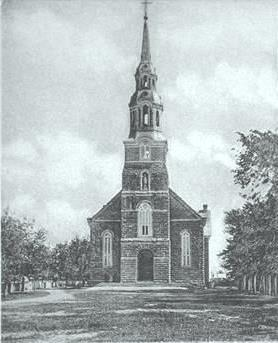
Église Saint-Martin

On retrouve (ou retrouvait) sur le territoire de l'ancienne municipalité :
- l'église paroissiale, l'église Saint-Martin, située au 4080, boulevard Saint-Martin ;
- le parc Saint-Martin, un parc public géré maintenant par la ville de Laval et situé au 4025, rue Gaboury ;
- la gare Saint-Martin, une gare de banlieue qui n'existe plus ;
- l'école Saint-Martin, une école secondaire francophone gérée par la Commission scolaire de Laval[2].

## Source de la traduction
- (en) Cet article est partiellement ou en totalité issu de l’article de Wikipédia en anglais intitulé « Saint-Martin, Laval, Quebec » (voir la liste des auteurs).